# Federacja Młodzieży Walczącej
Federacja Młodzieży Walczącej – niezależna, podziemna organizacja młodzieżowa działająca w konspiracji w okresie PRL.

## Powstanie i działalność FMW

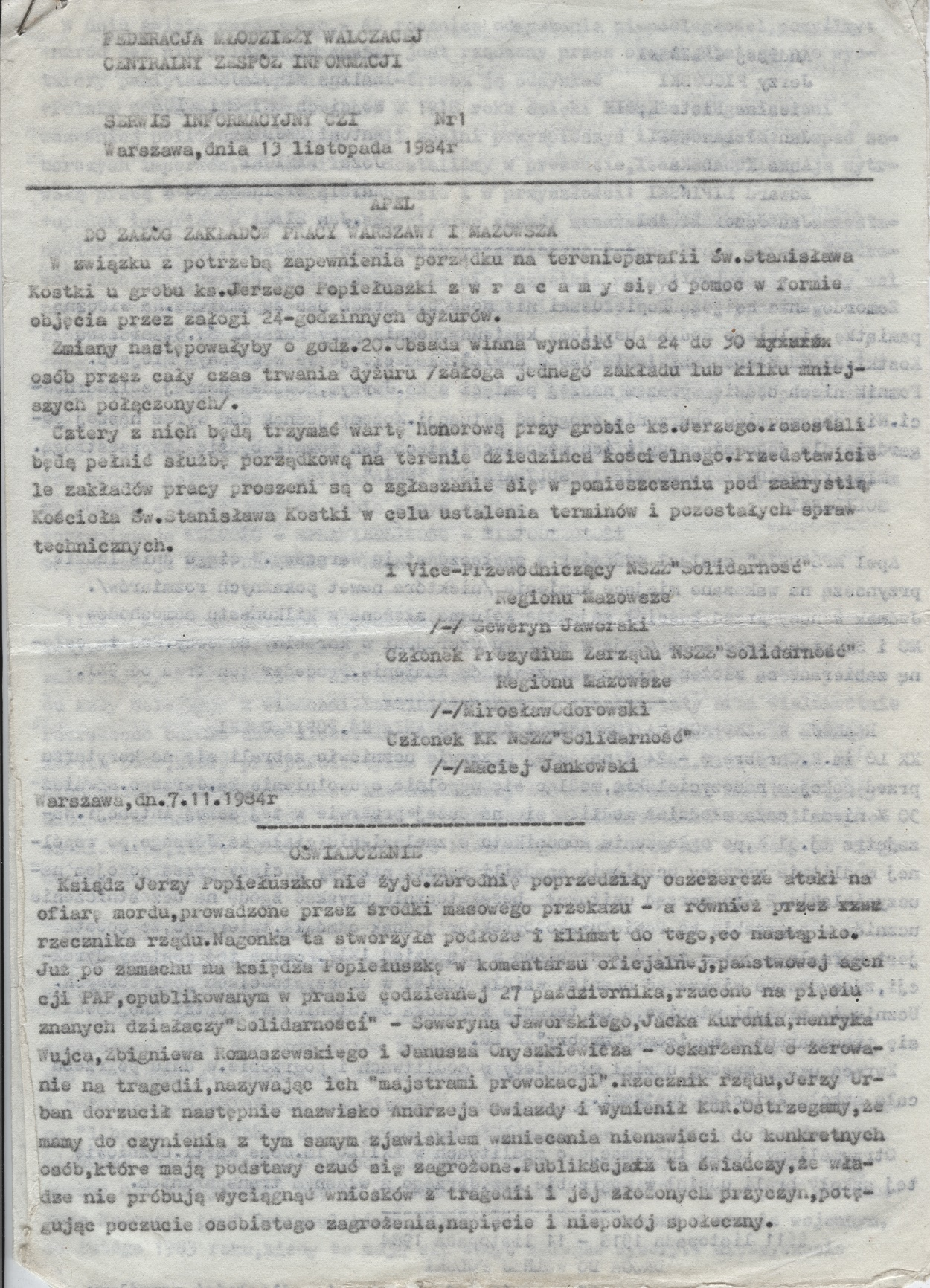
Serwis Informacyjny CZI FMW (nr 1 z 13 listopada 1984 roku). Pierwsze regularne pismo FMW wychodzące w latach 1984–1985

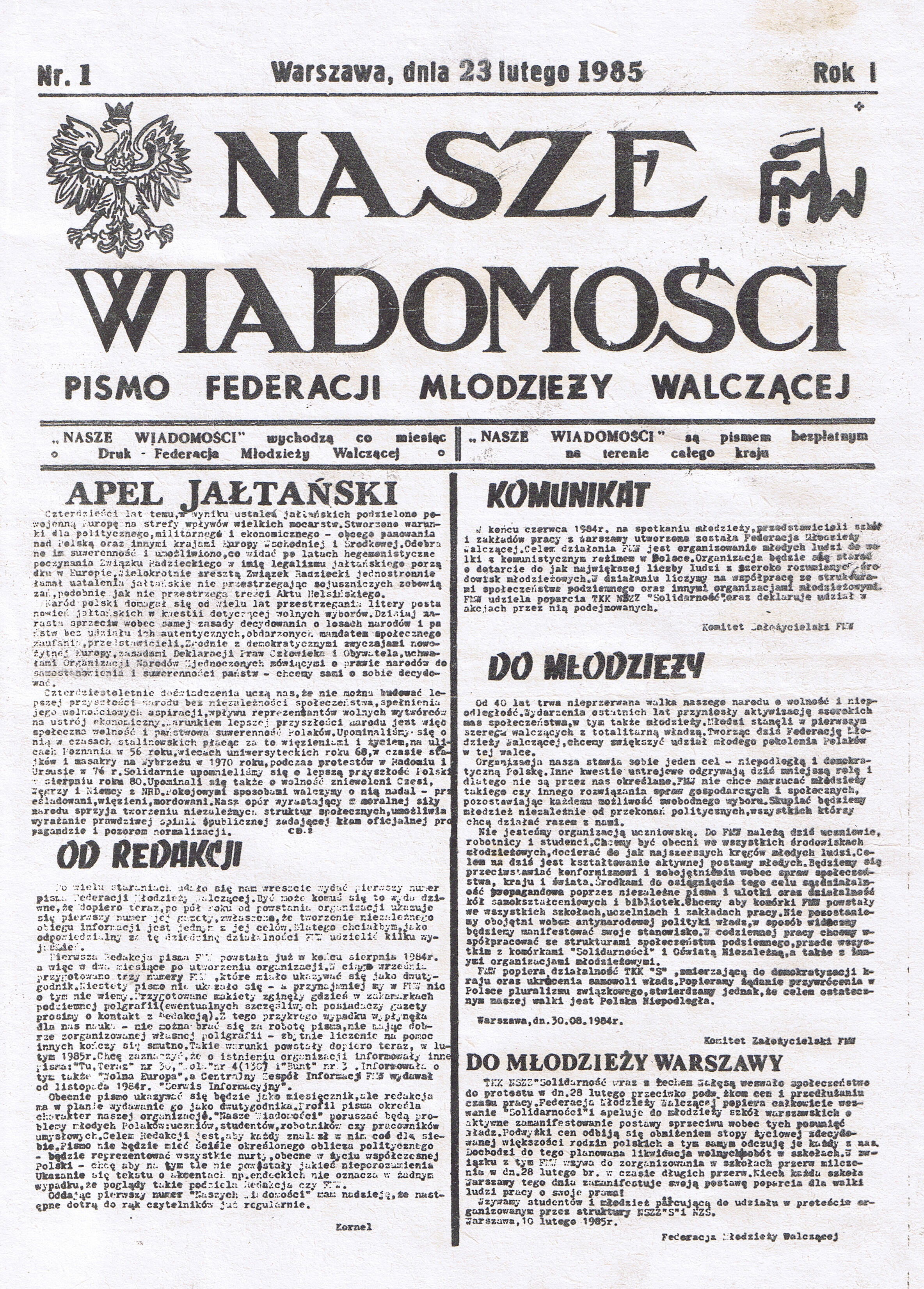
Nasze Wiadomości – pismo FMW wychodzące w Warszawie w latach 1985–1989

Utworzona 29 czerwca 1984 na nadwiślańskiej polanie na warszawskim Grochowie. W skład Komitetu Założycielskiego FMW wchodzili: Artur Dąbrowski, Jacek „Wiejski” Górski, Cezary Rautszko „Młody”, Tomasz Roguski „Kornel”. Na przełomie lat 1984 i 1985 do FMW przyłączyli się Jacek Czarnecki „Czarny”, Grzegorz Rządkowski „Bziuniek”, Paweł Kołodziejczak "Kepler", Rafał Dzieciołowski „Pasek”, Piotr Szynkiel „Kuba” alias „Czereśniak” i wielu innych nieznanych z nazwiska. We wrześniu 1984 w warszawskiej drukarni FMW wyszło pismo „Bunt”, zawierające komunikat o powstaniu organizacji oraz apel do młodzieży. Powołany został Centralny Zespół Informacji FMW, który przygotował do druku dwutygodnik FMW. W związku z zaginięciem w niewyjaśnionych okolicznościach makiet i nakładu 3 przygotowanych numerów FMW w sierpniu 1984 r., Centralny Zespół Informacji FMW od 13 listopada 1984 wydawał Serwis Informacyjny FMW, który był pierwszym regularnym pismem Federacji Młodzieży Walczącej. Rozwinięciem Serwisu Informacyjnego CZI FMW, było pismo Nasze Wiadomości, którego pierwszy numer ukazał się 23 lutego 1985.
W październiku 1984 r., niezależnie od FMW w Warszawie, powstała Gdańska Federacja Młodzieży Walczącej. Animowana przez Mariusza Wilczyńskiego i Klaudię Moszczyńską początkowo w IX LO kolportowała sygnowane przez siebie ulotki (m.in. tekst o powstaniu Federacji spisany z audycji w Radiu Wolna Europa), zaś w grudniu 1984 r. rozpoczęła wydawanie pisma Federacji „Monit”. 2 października 1985 FMW powołała Grupy Wykonawcze FMW. W połowie 1985 r. Komitet Założycielski FMW z Warszawy przekształcił się w Radę Koordynacyjną FMW. Organizacja zrzeszała nie tylko uczniów, ale także robotników i studentów. Po licznych problemach warszawskiej FMW z wydaniem własnej gazety (m.in. zaginięciu pierwszych 3 numerów makiety wydawnictwa w zaprzyjaźnionych drukarniach podziemnych) na początku 1985 roku udało się zorganizować własną poligrafię. Od 23 lutego 1985 organem prasowym KZ FMW i RK FMW było pismo Nasze Wiadomości.
Federacja Młodzieży Walczącej nie precyzowała w swoim programie kwestii społeczno-ustrojowych, dzięki czemu stała się otwartą platformą dla młodzieży, której bliska była idea wolnej i demokratycznej Polski. Od 1984 r. rozbudowywała swoje struktury, działając w takich miejscowościach jak m.in. Bydgoszcz, Białystok, Chełm (grupa rozbita przez SB na początku działalności), Cieszyn, Gdańsk, Gdynia, Giżycko, Łódź, Kętrzyn, Kielce, Kolno, Kraków, Mrągowo, Niepołomice, Kutno, Płock, Nowy Sącz, Olkusz, Olsztyn (Warmia i Mazury), Poznań, Przemyśl, Puck, Radom, Reszel, Rusocin, Rzeszów, Siedlce, Suwałki, Szczecin, Świecie, Święta Lipka, Tarnów, Tomaszów, Warka, Warszawa, Wrocław, Zambrów, Zamość, Zgierz, Żukowo. W konspiracyjną działalność struktur FMW, poczynając od roku 1984, włączyło się co najmniej 1000 osób. Od 1984 roku członkowie FMW wspierali akcje uliczne podziemnych Grup Oporu „Solidarni”, których założycielem był Teodor Klincewicz. W ramach tych działań prowadzone były akcje ulotkowe, wywieszanie transparentów, malowanie haseł niepodległościowych oraz nadawanie zarówno w eterze, jak i za pomocą sprzętu nagłaśniającego audycji Radia „Solidarność” (m.in. dla więźniów politycznych na terenie Aresztu Śledczego na Rakowieckiej). Ponadto Federacja Młodzieży Walczącej organizowała nielegalne wykłady niezależne i kolportaż prasy podziemnej w środowiskach młodzieżowych. Uczestniczyła w zbiórkach pieniędzy na działalność podziemną i pomoc dla rodzin represjonowanych. W ramach tych działań FMW ściśle współpracowała z Oświatą Niezależną, Niezależnym Zrzeszeniem Studentów, NSZZ „Solidarność”, Komitetem Oporu Społecznego „KOS”, Ruchem Młodzieży Niezależnej, Solidarnością Młodych, Solidarnością Walczącą oraz Komitetem Obywatelskim „Solidarność”.

## Grupy Wykonawcze FMW
Grupy Wykonawcze Federacji Młodzieży Walczącej powstały 2 października 1985 jako wyraz rozczarowania stylem działania opozycji w drugiej połowie lat 80. XX w. i w obliczu zbliżających się wyborów do Sejmu 13 października 1985 r. Opór społeczny słabł, działania komunistycznych rządów były coraz bardziej bezwzględne. W komunistycznym MSW powołano np. komórkę odpowiedzialną za działania będące nie w zgodzie nawet z obowiązującymi w tamtym państwie przepisami (mord ks. Jerzego Popiełuszki jest tego jaskrawym przykładem). Odpowiedź struktur opozycyjnego NSZZ „Solidarność” była w ocenie działaczy FMW zbyt wstrzemięźliwa.
Reakcją było powołanie przez gdańską FMW w październiku 1985 r. Grup Wykonawczych Federacji Młodzieży Walczącej. Pomysłodawcą utworzenia tego typu jednostek był Piotr Dowżenko, nazwę wymyślił Mariusz Wilczyński, akcjami kierował m.in. Piotr Dowżenko, Piotr Abramczyk, uczestniczył Jarosław Rybicki, Radosław Cisiński, Andrzej Kuczyński, Witold Chabrowski – członkowie FMW. Uczestniczyły one, obok tzw. codziennej działalności – malowanie napisów solidarnościowych na murach, rozklejanie plakatów i ulotek czy reakcje odwetowe na działania funkcjonariuszy aparatu represji komunistycznego państwa – szykanowanie jego funkcjonariuszy, w szeregu innych spektakularnych akcji. Wkrótce, wraz z rozwojem Federacji Młodzieży Walczącej, Grupy Wykonawcze FMW objęły swoim działaniem cały kraj.
Na początku 1986 roku w podwarszawskich Łomiankach Solidarność Walcząca (podziemna komórka Oddziału Warszawskiego SW) powołała swoje Grupy Wykonawcze Solidarności Walczącej.

## Działania organów ścigania PRL wymierzone w FMW
Po raz pierwszy organy ścigania PRL zainteresowały się Federacją Młodzieży Walczącej jeszcze pod koniec 1984 r. Wydział III SUSW (Warszawa) podjął wówczas czynności zmierzające do rozpracowania organizacji w ramach Sprawy Operacyjnego Sprawdzenia „Łączność”. Analogiczne działania podjął w grudniu 1984 r., po kolportażu na terenie IX LO w Gdańsku ulotek sygnowanych przez Federację Młodzieży Walczącej IX LO Wydział III WUSW w Gdańsku w ramach Sprawy Operacyjnego Rozpoznania „Federacja”. W pierwszej połowie 1985 r. Federacja Młodzieży Walczącej znalazła się pod ścisłą obserwacją elitarnego Biura Studiów Służby Bezpieczeństwa. Świadczą o tym nieliczne zachowane w IPN materiały SB – większość najprawdopodobniej uległa zniszczeniu wraz z archiwum Biura Studiów SB. Prowadzone działania operacyjne dotyczące środowiska FMW Warszawa otrzymały kryptonim „Gol”. W związku z przygotowaniami FMW do uczczenia wizyty papieża Jana Pawła II w Gdańsku Służba Bezpieczeństwa rozpracowywała Federację Młodzieży Walczącej w ramach operacji o kryptonimie „Zorza II”. W samym 1986 r. Służba Bezpieczeństwa skutecznie rozbiła struktury FMW w Kolnie (Sprawa Operacyjnego Rozpoznania „BUG”), Chełmie i Olsztynie. Wobec członków FMW stosowano również nieproceduralne formy działania, takie jak próby skłócania poszczególnych działaczy i środowisk FMW, a także represji, z porwaniami i zabójstwami włącznie. W styczniu 1986 r. tzw. „nieznani sprawcy” porwali Jacka „Wiejskiego” Górskiego, działacza FMW z Warszawy, którego następnie poddano torturom, po czym nieprzytomnego porzucono na torach kolejowych. Trzy lata później, 3 czerwca 1989 w jeziorze w centrum Kętrzyna odnaleziono zwłoki Roberta Możejki, działacza FMW Warmii i Mazur. W nocy 16/17 października 1993 w niewyjaśnionych do dziś okolicznościach zmarł Dariusz Stolarski, założyciel Federacji Młodzieży Walczącej w Płocku, którego zwłoki odnalezione zostały na przystanku autobusowym w Płocku. We wszystkich trzech przypadkach prokuratura umorzyła prowadzone postępowania.

## Oficjalne dokumenty
Komitet Założycielski FMW, Warszawa 1984 rok:
Komunikat o powstaniu FMW oraz Apel do Młodzieży odczytany w Radiu Wolna Europa oraz opublikowany w podziemnych wydawnictwach Bunt, Tu teraz, Wola, Nasze Wiadomości, Serwis Informacyjny FMW, Monit
KOMUNIKAT.
W końcu czerwca 1984 r. na spotkaniu młodzieży, przedstawicieli szkół i zakładów pracy z Warszawy utworzona została Federacja Młodzieży Walczącej. Celem działania FMW jest organizowanie młodych ludzi do walki z komunistycznym reżimem w Polsce. Organizacja będzie się starać o dotarcie do jak największej liczby ludzi z szeroko rozumianych środowisk młodzieżowych. W działaniu liczymy na współpracę ze strukturami społeczeństwa podziemnego oraz innymi organizacjami młodzieżowymi. FMW udziela poparcia TKK “Solidarność”, oraz deklaruje udział w akcjach przez nią podejmowanych.
Komitet Założycielski FMW
DO MŁODZIEŻY.
Od 40 lat trwa nieprzerwana walka o wolność i niepodległość. Wydarzenia ostatnich lat przyniosły aktywizację szerokich mas społeczeństwa, w tym także młodzieży. Młodzi stanęli w pierwszym szeregu walczących z totalitarną władzą. Tworząc dziś Federację Młodzieży Walczącej, chcemy zwiększyć udział młodego pokolenia w tej walce. Organizacja nasza stawia sobie jeden cel – niepodległą i demokratyczną Polskę. Inne kwestie ustrojowe odgrywają dziś mniejszą rolę i dlatego nie są przez nas określane. FMW nie chce narzucać młodzieży takiego czy innego rozwiązania spraw gospodarczych i społecznych pozostawiając każdemu możliwość swobodnego wyboru. Skupiać będziemy młodzież niezależnie od przekonań politycznych, wszystkich, którzy chcą działać razem z nami. Nie jesteśmy organizacją uczniowską. Do FMW należą dziś uczniowie, robotnicy i studenci. Chcemy być obecni we wszystkich środowiskach młodzieżowych, docierać do jak najszerszych kręgów młodych ludzi. Celem na dziś jest kształtowanie aktywnej postawy młodych. Będziemy się przeciwstawiać konformizmowi i zobojętnieniu wobec spraw społeczeństwa, kraju i świata. Środkami do osiągnięcia tego celu są: działalność propagandowa, przez niezależne pisma i ulotki, oraz działalność kół samokształceniowych i bibliotek. Chcemy, aby komórki FMW powstały we wszystkich szkołach, uczelniach i zakładach pracy. Nie pozostaniemy obojętni wobec antynarodowej polityki władz. W sposób widoczny będziemy manifestować swoje stanowisko. W codziennej pracy chcemy współpracować ze strukturami społeczeństwa podziemnego, przede wszystkim z komórkami “Solidarności” i Oświatą Niezależną, a także z innymi organizacjami młodzieżowymi. FMW popiera działalność TKK “S”, zmierzającą do demokratyzacji kraju oraz ukrócenia samowoli władz. Popieramy żądania przywrócenia w Polsce pluralizmu związkowego, stwierdzamy jednak, że celem ostatecznym naszej walki jest Polska Niepodległa.
Komitet Założycielski FMW

## Struktura Federacji Młodzieży Walczącej
- Komitet Założycielski FMW
- Rada Koordynacyjna FMW
- Centralny Zespół Informacji FMW
- FMW Region Gdańsk
- FMW Region Pomorze Wschodnie
- FMW Region Kraków
- FMW Region Łódź
- FMW Region Szczecin
- FMW Warszawa
- FMW Warmii i Mazur
- FMW Region Wrocław

## Kalendarium
- czerwiec 1984 – w czasie spotkania młodzieży, które odbyło się na praskim brzegu Wisły w Warszawie, powstała Federacja Młodzieży Walczącej
- sierpień 1984 – w Warszawie powstał Centralny Zespół Informacyjny FMW
- sierpień 1984 – w Warszawie powstała redakcja dwutygodnika „FMW”, przygotowane do druku 3 kolejne numery gazety „FMW” zginęły w niewyjaśnionych okolicznościach.
- sierpień 1984 – ogłoszenie komunikatu o powstaniu FMW w Radiu Wolna Europa
- wrzesień 1984 – warszawska Federacja Młodzieży Walczącej wydała podziemne pismo młodzieżowe „Bunt”.
- wrzesień-grudzień 1984 – komunikat o powstaniu FMW przedrukowały kolejne pisma podziemne: „Tygodnik Mazowsze”, „Wola” oraz „Tu i teraz”
- październik 1984 – warszawska Federacja Młodzieży Walczącej rozpoczęła ścisłą współpracę z Grupami Oporu „Solidarni”, skupiającymi się na ulicznych akcjach ulotkowych, malowaniu haseł, wieszaniu transparentów oraz radiowych i ulicznych transmisjach Radia Solidarność
- październik 1984 – powstała Gdańska Federacja Młodzieży Walczącej; początkowo w IX LO kolportowała sygnowane przez siebie ulotki (m.in. tekst o powstaniu Federacji spisany z audycji w Radiu Wolna Europa)
- listopad 1984 – warszawska Federacja Młodzieży Walczącej wydała Serwis Informacyjny FMW, redagowany przez Centralny Zespół Informacyjny FMW.
- grudzień 1984 – w Gdańsku ukazał się pierwszy numer pisma Gdańskiej FMW – dwutygodnik Monit.
- luty 1985 – ukazanie się 1. numeru organu prasowego FMW – pisma Nasze Wiadomości, z „Apelem do młodzieży” oraz podpisanym przez FMW Apelem Jałtańskim
- 1985 – członkowie FMW wzięli udział w monitorowaniu frekwencji wyborczej, mającym na celu określenie rozmiaru ogłoszonego przez NSZZ Solidarność bojkotu wyborów. Polegało to liczeniu osób głosujących w lokalach wyborczych i konfrontowaniu uzyskanych wyników z liczbą uprawnionych do głosowania.
- październik 1985 – w Warszawie doszło do połączenia gdańskich i warszawskich struktur Federacji Młodzieży Walczącej. Uzgodniono zasady koordynacji działań w ramach Federacji Młodzieży Walczącej.
- październik 1985 – w Gdańsku powstały Grupy Wykonawcze Federacji Młodzieży Walczącej.
- listopad 1985 – w Krakowie do Federacji Młodzieży Walczącej przystąpił krakowski Ruch Młodzieży Niezależnej. Jednocześnie ukonstytuowała się Rada Koordynacyjna FMW, w skład której weszli przedstawiciele wszystkich regionów.
- grudzień 1985 – powstała komórka FMW w Olsztynie, po pół roku działania rozbita przez SB[11]
- grudzień 1985 – styczeń 1986 – powstanie FMW w regionie Kutno – Płock
- styczeń 1986 – wrocławski Międzyszkolny Komitet Oporu przyłączył się do struktur FMW
- luty 1986 – szczeciński Ruch Młodzieży Niezależnej przyłączył się do struktur FMW
- czerwiec 1986 – powstała FMW Warmii i Mazur
- czerwiec 1986 – powstała komórka FMW w Chełmie, którą natychmiast rozbiła Służba Bezpieczeństwa
- wrzesień 1986 – powstała FMW Oddział Bug, komórka FMW w Kolnie, którą po pół roku działania rozbiła Służba Bezpieczeństwa
- maj – czerwiec 1988 – udział w akcjach strajkowych prowadzonych przez NSZZ „Solidarność” i NZS, m.in. w Stoczni Gdańskiej i na Uniwersytecie Warszawskim
- czerwiec 1989 – w FMW doszło do rozłamu na tle różnicy zdań co do udziału w wyborach do Sejmu i Senatu, które odbyły się 4 czerwca 1989.

## Prasa podziemna Federacji Młodzieży Walczącej
Łącznie Federacja Młodzieży Walczącej w ponad 40 swoich ośrodkach wydała ok. 140 podziemnych tytułów prasowych. Opracowano na podstawie zbiorów Archiwum FMW, działającego przy Fundacji Ośrodka Ośrodka Karta:
- 11. Pismo FMW Kraków
- ABC. Pismo FMW Kraków
- ABC Młodych. Pismo FMW Kraków (1985-1990)
- AC/DC. Pismo FMW Kraków / Nowa Huta
- Anty. Pismo FMW Gdańsk
- Antymantyka. Magazyn FMW Gdynia – Region Pomorze Wschodnie (1986-1991)
- Barykada. Pismo FMW. Wrocław (-1990)
- Baszta. Pismo FMW Toruń
- Besss Tytółuf. Pismo FMW Kraków
- Bez Cenzury. Pismo FMW Kraków
- BIMST. Pismo FMW Tarnów
- BISZ. Biuletyn Informacyjny Szkół Zawodowych.Pismo FMW Gdańsk (1985-)
- BIT.Biuletyn Informacyjny Topolówka. Niezależne pismo młodzieżowe, okazjonalnie wydawane we współpracy z FMW Gdańsk
- B.I.Ś. – Biuletyn Informacyjny Świecia. Pismo FMW Świecie
- BIUST. Pismo MKO/FMW Wrocław
- BMW.Biuletyn Młodzieży Walczącej. Pismo FMW Kraków (-1990)
- BOA. Pismo FMW Kraków
- Bomba. Pismo FMW Łódź
- Bomba. Pismo FMW Warszawa (1989-)
- Brygada Ruina. Pismo FMW Kraków / Nowa Huta
- Budzik. Pismo FMW Kraków / Nowa Huta
- Bunt. Warszawa (1984)
- Cambridge. Pismo FMW Sopot
- Chaos. Pismo FMW Szczecin
- Ciciolina. Pismo FMW Tarnów
- Ckumiak. Pismo FMW Gdańsk
- Co, Gdzie, Kiedy, czyli miniinformator BMW. Pismo FMW Kraków / Nowa Huta
- Conradinum. Pismo FMW przy TSBO. Gdańsk (-1988-)
- Contra. Pismo FMW Kraków
- Dwójka. Pismo FMW Gdańsk
- Dwunastka. Pismo FMW Kraków
- Dzienniczek Ucznia Siódemki. Pismo FMW Gdańsk
- Echo. Pismo FMW Szczecin
- Elektryk. Pismo FMW Kraków / Nowa Huta
- Elektryk. Pismo FMW Płock
- FBI. Pismo FMW Kraków / Nowa Huta
- Federatka. Pismo FMW Szczecin
- Flegma. Niezależne Pismo Młodzieży. Pismo FMW Zgierz (1990-)
- FMW. Dwutygodnik FMW. Pismo FMW Warszawa (1984)
- Glizda. Pismo FMW Łódź
- Gryfiak. Pismo FMW Szczecin
- Hans Kloss. Pismo FMW Warszawa
- HiL – street. Pismo FMW Kraków / Nowa Huta
- Impuls. Pismo FMW Wrocław
- Informator. Pismo FMW Kraków
- Jagielloniak. Pismo FMW Kutno / Płock
- Jodła. Pismo FMW Kielce
- Klakson. Pismo FMW Gdańsk
- Komentarz. Pismo FMW Łódź
- Konfident. Pismo FMW Olkusz
- Konfrontacje. Pismo FMW Łódź
- Kornik. Pismo FMW Tomaszów Mazowiecki
- Kres. Pismo FMW Suwałki
- Kreska. Pismo FMW Gołdap
- Kresowiak. Pismo FMW Przemyśl
- Kryzys. Pismo FMW Warszawa
- Krzyk Oksywia. Pismo FMW Gdynia
- Larwa. Pismo FMW Kętrzyn / Olsztyn / Suwałki
- Legion. Pismo FMW Warszawa
- Liczą się czyny. Pismo FMW Strzelin
- Lolek. Pismo FMW Kętrzyn
- Lustro. Pismo FMW Szczecin
- Ława. Pismo FMW Suwałki
- Małachowiak. Pismo FMW Płock
- Mały Wywrotowiec. Pismo FMW Gdańsk
- Metal. Pismo FMW Szczecin
- Młodzież Walcząca. Pismo FMW Kraków / Nowa Huta
- MON STOP. Pismo FMW Gdańsk
- Monit. Dwutygodnik/Pismo FMW. Gdańsk/Gdynia (1984-1990)
- Mury.Pismo FMW Kraków
- Na Przeciw.Pismo FMW Warszawa
- Nasz Głos.Pismo FMW Kraków / Nowa Huta
- Nasze Sprawy.Pismo FMW Kraków / Nowa Huta
- Nasze Wiadomości. Pismo FMW Warszawa (1985-89)
- Neptun.Pismo FMW Gdańsk
- Niecenzurowane.Pismo FMW Kraków / Nowa Huta
- Nigdy z Komuną. Pismo Ruchu Katolickiej Młodzieży Niepodległościowej, a potem FMW Warszawa.
- Norma.Pismo FMW Gdańsk
- Orlęta.Pismo FMW Kutno / Płock
- Pancernik Patiomkin. Pismo FMW Kraków / Nowa Huta
- Panorama Łąkowej. Pismo FMW Gdańsk
- Piątka czaczaracza. Pismo FMW Kraków / Nowa Huta
- Piłsudczyk. Pismo FMW Gdańsk. Region Pomorze Wschodnie (1988-1990)
- Podaj dalej. Pismo FMW Kraków / Nowa Huta
- Polenta. Pismo FMW Gdynia
- Pranie Mózgu. Pismo FMW Szczecin
- Prawy Tor. Pismo FMW Kraków / Nowa Huta
- Przerwnik. Pismo FMW Niepołomice
- Reduta FMW. Pismo FMW Cieszyn
- Reformator. Pismo FMW Świecie
- Róbmy Swoje. Pismo FMW Warszawa
- Rota. Pismo FMW przy IV LO w Gdyni (1988-1990)
- Sarmata. Pismo FMW Warszawa (-1989-)
- Sąd Kapturowy. Pismo FMW Olsztyn
- Semafor. Pismo FMW Kraków / Nowa Huta
- Sen Śmieciarza. Pismo FMW Kraków / Nowa Huta
- Serwis Informacyjny FMW. Centralny Zespół Informacji FMW. Warszawa (1984-1985)
- Spiskowiec. Pismo FMW – uczniów ZSZ PKM I WPT. Gdańsk (1989)
- Spięcie. Pismo FMW Gdańsk
- Spod Ławki. Pismo FMW Bydgoszcz (-1988-)
- Stara wiara. Pismo FMW Łódź
- Startówka. Pismo FMW Gdańsk
- Stracone Pokolenie. Pismo FMW Kraków
- Strzelec. Pismo FMW Chojnice – Region Pomorze Wschodnie (1987-1990)
- Szkolnica ZSZ LZ TE. Pismo FMW Gdańsk (-1989-)
- Szkoła. Pismo FMW Wrocław
- Szkoła Podziemna. Pismo MKO-FMW Wrocław
- Szlaban. Pismo FMW Rusocin
- Szpalta Federacji Młodzieży Walczącej przy VIII LO Gdańsk. Pismo FMW Gdańsk
- Szpon. Pismo FMW Zgierz
- Szydło. Pismo FMW Szczecin
- Śmielej. Pismo FMW Kraków / Nowa Huta
- Telegram. Pismo FMW Toruń
- The Kraków. Pismo FMW / Nowa Huta
- Trójka. Pismo FMW Kraków / Nowa Huta
- Trybuna Federacyjna. Pismo FMW Miechów
- Tu Jedenastka. Pismo FMW Gdańsk
- Ulicznica. Pismo FMW Tarnów
- Under-Ground. Pismo FMW Koszalin
- Wacek. Pismo FMW przy VI LO Gdynia (1988-1990)
- Waga. Warszawska Gazeta Akademicka wydawana we współpracy z FMW Warszawa (1987-1989)
- Wiarus. Pismo FMW Poznań
- Wiatr od Morza. Pismo FMW Gdańsk
- Wieszcz. Pismo FMW Wrocław
- Witamy w szkole. Pismo FMW Wrocław
- Wolni. Pismo FMW Wejherowo – Region Pomorze Wschodnie (1987-1990)
- Wolny uczeń. Pismo FMW Warszawa
- Za pięć dwunasta…. Pismo FMW Nowy Sącz
- Zatoka. Pismo FMW Puck
- Zawsze Solidarni. Pismo Federacji Młodzieży Walczącej w Łodzi. Pismo FMW Łódź (1989-)
- Zbroja. Pismo FMW Łódź
- Zebra. Pismo FMW Łódź
- Zew. Pismo FMW Giżycko
- Zwarcie. Pismo FMW Gdańsk
- ŻUK-owo. Pismo FMW Żukowo